# Love Never Dies (musical)

Andrew Lloyd Webber

Love Never Dies, ook wel bekend als The Phantom of the Opera 2, is een musical gecomponeerd door Andrew Lloyd Webber als vervolg op de musical The Phantom of the Opera uit 1986. Het verhaal begint tien jaar na het einde van het eerste deel. De musical is deels gebaseerd op de roman The Phantom of Manhattan van Frederick Forsyth uit 1999. Forsyth heeft dit boek geschreven als vervolg op de plot van de gelijknamige musical van Andrew Lloyd Webber en niet zozeer op de plot van het gelijknamige boek van Gaston Leroux.
Op 9 maart 2010 is Love Never Dies in het Adelphi Theater te Londen in première gegaan ten faveure van de (internationale) pers en in aanwezigheid van bekendheden. Op 22 februari 2010 was de musical voor de eerste keer voor het algemene publiek te zien, in de vorm van een preview-voorstelling. De preview-periode duurde tot de première van 9 maart 2010. In eerste instantie zou Love Never Dies in oktober/november 2009 zijn entree naar het theater maken, maar aangezien Webber de muziek op het conceptalbum nog wilde verbeteren, werd de verschijning van de musical uitgesteld tot maart 2010.

## Productiegeschiedenis
Zijn eerste plannen voor een vervolg op de musical The Phantom of the Opera maakte Webber in 1990.
 Uit een gesprek met Maria Björnson, de vormgever van The Phantom of the Opera, kwam naar voren dat New York als hoofdlocatie in de plot haar voorkeur heeft.  De tijdspanne waarin alles zich afspeelt zou het prille begin van de twintigste eeuw moeten zijn. Webber ging samen met Frederick Forsyth aan zijn project werken, maar het verhaal dat Forsyth voor ogen had zou volgens Webber te moeilijk zijn om in het theater te doen afspelen. De wegen van Forsyth en Webber scheidden zich al gauw, desondanks heeft Forsyth zijn eerste uitgewerkte script gepubliceerd in boekvorm met als titel The Phantom of Manhattan.
Webber heeft zijn project eind jaren negentig en in het begin van de millenniumjaren weer opgepakt en ging samenwerken met een aantal onbekende schrijvers. Webber kwam met het idee om het personage The Phantom in de plot te laten fungeren als impresario op Coney Island, een amusementspark voor de rijken met uiteenlopende attracties. Webber voelde er echter nog steeds niks voor dit in theatervorm uit te werken, vanwege zijn grote twijfels over de realiseerbaarheid ervan. Toen Ben Elton in 2007 zonder inmenging van Webber een geheel nieuw script uitwerkte, wel met een aantal ideeën van Webber erin verwerkt, leken de plannen realiseerbaar voor een musicalstuk. Eltons bewerking richt zich meer op de originele personages van The Phantom of the Opera en liet de nieuwe personages die Webber en Forsyth in gedachte hadden, achterwege. Webber was tevreden over het nieuwe script en was ervan overtuigd dat het nieuwe script uitvoerbaar was in een theaterstuk. In maart 2007 maakte Webber in een videoblog op zijn officiële website bekend dat hij definitief zou verdergaan met het project.

## Verhaal
In 1907, tien jaar na de mysterieuze verdwijning van het Spook in de Opéra Populaire te Parijs, accepteert Christine Daaé een aanbod om naar de Verenigde staten te komen en op te treden in het fabelachtige speelterrein voor de rijken: Coney Island (New York).
Eenmaal met haar man Raoul Vicomte de Cagny en hun zoon Gustave aangekomen in New York, ontdekt ze snel de ware identiteit van de impresario die haar vanuit Parijs gelokt heeft om in zijn theater in Coney Island te komen zingen, namelijk Erik, het Spook van de opera. Een ontmoeting zorgt ervoor dat oude herinneringen over de cataclysmische gebeurtenissen tien jaar geleden een klap in ieders gezicht geven.

## Rolverdeling en productieteam
Tim Rice en Andrew Lloyd Webber hebben in het verleden dikwijls samengewerkt, waarbij Rice de liedteksten schreef en Webber de muziek componeerde. Dit keer werd Glenn Slater echter uitgekozen voor het maken van de liedteksten voor de musical. Later werd bekend dat de volgende personen betrokken zouden zijn bij de nieuwe productie: Ben Elton als script-schrijver, Jack O'Brien als regisseur, Bob Crowley als vormgever en Jerry Mitchell als choreograaf.
De volledige eerste rolverdeling in de productie van Londen is op 17 december 2009 aangekondigd. Hieronder is een compact overzicht van de afgekondigde cast te zien:
- Ramin Karimloo - The Phantom
- Sierra Boggess - Christine Daaé
- Joseph Millson - Raoul de Chagny
- Liz Robertson - Madame Giry
- Summer Strallen - Meg Giry
- Niamh Perry - Fleck
- Adam Pearce - Squelch
- Jami Reid-Quarrell - Gangle

De cast zal zich na enige tijd verplaatsen naar New York voor de première die aldaar op 11 november 2010 zal plaatsvinden.

## Album
In oktober 2009 werd op een persconferentie te Londen bekendgemaakt dat bij aanvang van de productie in maart 2010 een album zou worden uitgebracht, bestaande uit twee cd's. Dit album was reeds opgenomen; Webber had echter besloten om met het uitbrengen van het album tot maart 2010 te wachten. Het album is uiteindelijk uitgebracht op 9 maart 2010, gelijktijdig met de première, en bevat alle 31 nummers (entr'acte niet meegerekend als nummer) uit de musical.
Hieronder is een overzicht te zien met alle in de musical voorkomende nummers, gesorteerd per akte:
|    | Eerste akte                                                |  |    | Tweede akte                                         |
| -- | ---------------------------------------------------------- |  | -- | --------------------------------------------------- |
| 1  | Prologue                                                   |  | 1  | Entr'acte                                           |
| 2  | The Coney Island Waltz                                     |  | 2  | Why Does She Love Me?                               |
| 3  | "That's The Place That You Ruined, You Fool!"              |  | 3  | Devil Take The Hindmost                             |
| 4  | Heaven By The Sea                                          |  | 4  | Heaven By The Sea (Reprise)                         |
| 5  | Only For Him/ Only For You                                 |  | 5  | "Ladies... Gents!"/The Coney Island Waltz (Reprise) |
| 6  | The Aerie                                                  |  | 6  | Bathing Beauty                                      |
| 7  | Til I Hear You Sing                                        |  | 7  | "Mother, Did You Watch?"                            |
| 8  | Giry Confronts The Phantom/ 'Til I Hear You Sing (Reprise) |  | 8  | Before The Performance                              |
| 9  | Christine Disembarks                                       |  | 9  | Devil Take The Hindmost (Quartet)                   |
| 10 | Arrival Of The Trio - "Are You Ready To Begin?"            |  | 10 | Love Never Dies                                     |
| 11 | "What A Dreadful Town!..."                                 |  | 11 | "Ah Christine!"                                     |
| 12 | Look With Your Heart                                       |  | 12 | "Gustave! Gustave!..."                              |
| 13 | Beneath A Moonless Sky                                     |  | 13 | "Please Miss Giry, I Want To Go Back..."            |
| 14 | Once Upon Another Time                                     |  |    |                                                     |
| 15 | "Mother Please, I'm Scared!"                               |  |    |                                                     |
| 16 | Dear Old Friend                                            |  |    |                                                     |
| 17 | Beautiful                                                  |  |    |                                                     |
| 18 | The Beauty Underneath                                      |  |    |                                                     |
| 19 | The Phantom Confronts Christine                            |  |    |                                                     |

## Recensies

### Ontvangst door recensenten
De musical werd door recensenten van verschillende gezaghebbende kranten uit het Verenigd Koninkrijk verschillend ontvangen. De beoordelingen liepen ver uiteen en recensies van twee uitersten zijn dan ook aan te treffen. In reactie op de verdeelde kritiek heeft een uitvoerder betrokken bij de productie van Love Never Dies verteld dat de musical "waarschijnlijk veranderingen zal ondergaan voorafgaand aan de opening op Broadway". Daarnaast zei Andre Ptaszynski, de directeur bij Really Useful Group, tegen New York Post dat het productieteam van de recensies kennis heeft genomen en binnen het team werd besproken wat voor werk "wij en regisseur Jack O'Brien nog graag verrichten voordat de voorstelling op Broadway opent."
Hieronder zijn de verschillende recensies beknopt te lezen:
- Charles Spencer van The Telegraph gaf te kennen dat de musical "Lloyd Webbers mooiste show sinds de originele Phantom is, met een partituur gezegend met overweldigende pakkende melodieën en een verlangende romantiek die rillingen over mijn rug veroorzaakten". Hij gaf vier van de vijf sterren aan de productie.
- Paul Taylor van de The Independent lijkt nog enthousiaster en noemde Love Never Dies een "mengsel dat het hart doet stoppen en je maag laat draaien en die een van de beste vervolgen belichaamt." Hij prees de "technische hoogstand" van de voorstelling en die van de zangkunsten van de twee hoofdrolspelers. Taylor gaf vijf sterren.
- In tegenstelling tot de twee beoordelingen hiervoor genoemd is Benedict Nightingale van The Times een stuk minder positief en verlaagde de verhaallijn van het theaterstuk tot een "treurig ongeloofwaardig plot" en wist daaraan toe te voegen dat the Phantom bij wijze van spreken een "woedebeheersingscursus heeft gevolgd sinds zijn aankomst in New York". Verder vindt hij dat de show "de dreiging, horror en psychologische duisternis" mist ten opzichte van zijn voorganger. Taylor bestempelde de musical met twee sterren.
- Michael Billington van The Guardian verkondigde in zijn gematigdere recensie dat het "erg plezierig is", maar deelt de mening van andere recensenten in dat opzicht dat de verhaallijn en de liedteksten onbevredigend zijn. Hij suggereerde dat de problemen liggen "in het script" en dat er geen "verhalende spanning" wordt opgebouwd. Hij geeft drie sterren.
- Quentin Letts van The Daily Mail ziet net als Billington een lacune in het script. Hij beschrijft het als een "gebrek aan solide verhaalvertelling". Zijn ambivalente mening wordt kritischer als hij de musical vergelijkt met zijn voorganger. Hij kwalificeert de musical als "een dummie in tegenstelling tot The Phantom en de opening is te saai."[12]